# Rhus obtusata
Rhus obtusata là một loài thực vật có hoa trong họ Đào lộn hột. Loài này được (Engl.) Meikle miêu tả khoa học đầu tiên năm 1952.